# Мурацев, Тамерлан Романович
Тамерлан Романович Мурацев — художественный руководитель и главный балетмейстер московского ансамбля танца «Алания». Народный артист Республики Северная Осетия-Алания ( добровольно вернул звание властям республики ), Чеченской Республики (2014) и частично признанной Республики Южная Осетия.

## Биография
Родился 15 октября 1961 года в городе Владикавказ (Орджоникидзе) СО АССР. Учился в школе № 1 и был участником самодеятельного ансамбля «ИР» ДК им. К. Л. Хетагурова. По окончании средней школы был принят артистом балета в Государственный ансамбль танца Северной Осетии «АЛАН» СО АССР. Проявляя незаурядное трудолюбие и упорство, Тамерлан завоевал место среди лучших исполнителей народного танца. На репетициях и гастролях повышал свой профессиональный уровень. Являлся  исполнителем многих сложнейших трюков. Долгое время танцевал в ансамбле «Вайнах» Чечено-Ингушской АССР. Участник культурной программы Олимпиады-80 в Москве,Дней культуры ЧИ АССР в Москве в 1982 году. В составе ансамблей «Алан» и «Вайнах» Тамерлан много гастролировал по СССР и зарубежью. Так же приглашался на гастроли в зарубежные поездки с другими коллективами. Работал джигитом — наездником в компании «Союзгосцирк» в труппе народного артиста РФ Т. Нугзарова. Тамерлан является продюсером и режиссёром Большого праздничного концерта, посвященного Дню Победы в Крокус Сити Холл. Помощником главного режиссера ( И.А.Шаповалова - нар.арт.СССР ) Больших праздничных концертов посвященных 60 и 65 - летию  Великой Победы  на Красной Площади.Режиссёром и главным балетмейстером юбилейного концерта 150-летия К. Л. Хетагурова в Большом театре. Режиссёром Дней осетинской культуры в Москве «Фарн». Автором сценария и художественным руководителем концерта посвященного 10 - летию Независимости РЮО в Цхинвале.

## Награды
- Почетная грамота Совета Федерации РФ Почетная грамота Министра МВД РФ,
- Почетный знак Президента Республики Саха (Якутия)[4], Почетная грамота Главы РСО-Алания.
- «Заслуженный деятель культуры Республики Южная Осетия»[5]
- Народный артист Республики Южная Осетия,  Народный артист Северной Осетии ( добровольно вернул звание властям республики ), Народный артист Чеченской Республики (2014)[5]